# Christian Wiyghan Tumi
Christian Wiyghan Tumi, kamerunski rimskokatoliški duhovnik, škof in kardinal, * 15. oktober 1930, Kikaikelaki, Kamerun, † 3. april 2021, Douala, Kamerun.

## Življenjepis
17. aprila 1966 je prejel duhovniško posvečenje.
6. decembra 1979 je bil imenovan za škofa Yagoue in 6. januarja 1980 je prejel škofovsko posvečenje.
19. novembra 1982 je bil imenovan za sonadškofa Garoue; 17. marca 1984 je nasledil nadškofovski položaj.
28. junija 1988 je bil povzdignjen v kardinala in imenovan za kardinal-duhovnika Ss. Martiri dell'Uganda a Poggio Ameno.
31. avgusta 1991 je postal nadškof Douale.